# Tennō-ji (Sakaide)

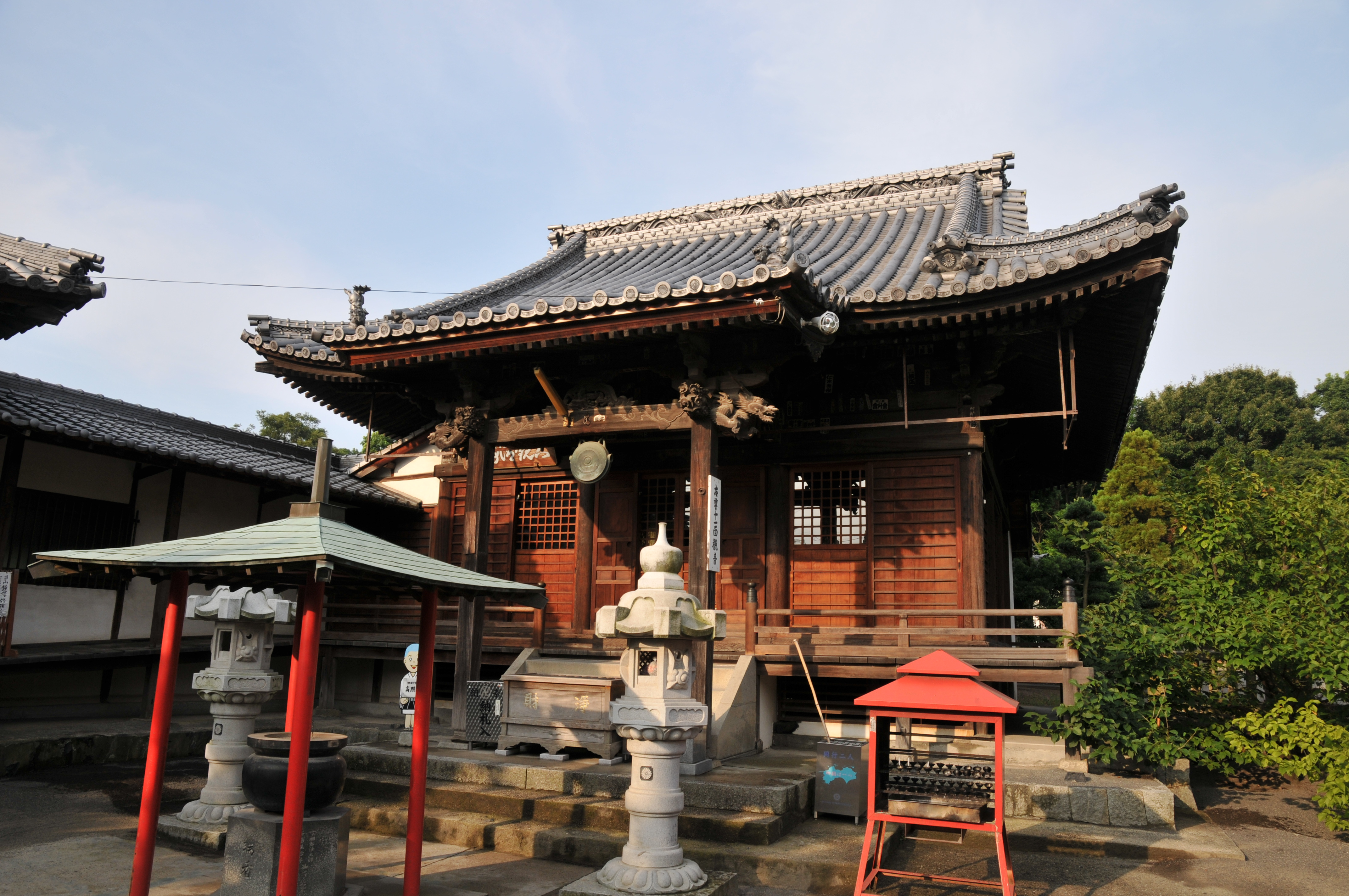
Haupthalle

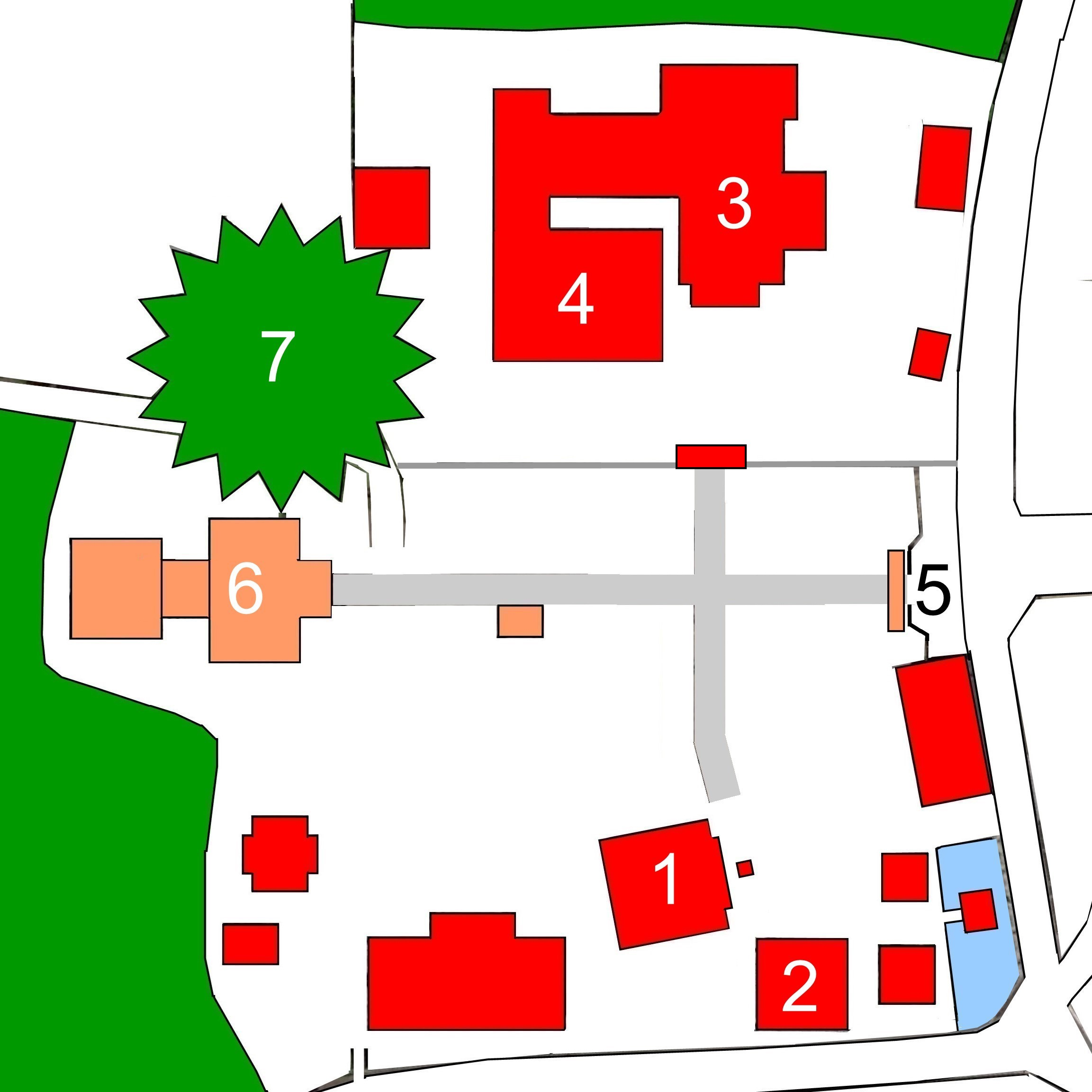
Plan des Tempels (s. Text)

Der Tennō-ji (japanisch 天皇寺) mit den Go Kinkasan (金華山) und Kōshōin (高照院) in der Stadt Sakaide (Präfektur Kagawa) ist ein Tempel der Shingon-Richtung des Buddhismus. In der traditionellen Zählung ist er der 79. Tempel des Shikoku-Pilgerwegs.

## Geschichte
Der Überlieferung nach hat Priester Gyōki den Tempel in der Tempyō-Ära (757–767) an einer Flanke des Kanayama (金山) gegründet. Später soll Priester Kūkai den verfallenen Tempel in wieder aufgebaut haben. Als dieser während der Kōnin-Ära (810–824) in diese Gegend kam, erschien an einer Quelle ein himmlisches Wesen in Gestalt eines Kindes, das dem Priester eine Perle überreichte. Den dafür errichtete Tempel nannte er Manishuin (摩尼珠院).
Im Jahr Hōgen 1 (1156) musste der ehemalige Kaiser Sutoku, der während der Hōgen-Rebellion unterlegen war, Kioto verlassen und kam auf der Flucht in die Provinz Sanuki. Dort ließ er die Haupthalle des Chōrei-ji (長命寺) als Residenz herrichten. Sutoku, der den Amida-Buddha sehr verehrte, starb 1164. Kaiser Nijō, der Sutoku sehr verehrte, ließ für ihn eine Gedenkstätte herrichten, die dann Kaiser Saga an die gegenwärtige Stelle verlegen ließ. Der Tempel litt unter den kriegerischen Auseinandersetzungen, angefangen mit dem Ōnin-Krieg bis zu den Auseinandersetzungen während der Tenshō-Ära (1573–1592). Es war dann Matsudaira Yorishige (松平頼重高; 1622–1695), Fürst von Takamatsu, der sich um den Tempel kümmerte.
Auf Grund der von der Meiji-Regierung verhängten Trennung von Shintō und Buddhismus (Shinbutsu-Bunri) wurde das Manishuin abgerissen. 1887 wurde das Kōshōin an heutige Stelle verlegt. Als Manishuin wird heute der Abtbereich genannt.

## Anlage
Neben der Haupthalle (本堂, Hondō; 1) steht die Halle, die dem Tempelgründer gewidmet ist, die Daishidō (大師堂; 2). Im nördlichen Bereich der Gesamtanlage, durch eine Mauer getrennt, befindet sich der Abt- und Mönchsbereich (3) und das Kōshōin (4). Für den Heiligen Jizō, zu dem man nach Fehlgeburten betet, wurde ein moderner Schutzbau errichtet.
In der Mitte der Tempelanlage steht der Schrein Shiramine-gū (白峰宮; 6), auf den als Besonderheit ein Dreifachtorii (三輪鳥居; 5), also ein Torii, dem rechts und links noch ein kleineres hinzugefügt ist, hinweist. Dies gibt es nur noch in Nara und in einem weiteren Ort in Japan. Zwischen dem Abtbereich und dem Schrein steht ein riesiger heiliger Baum (7).

## Bilder

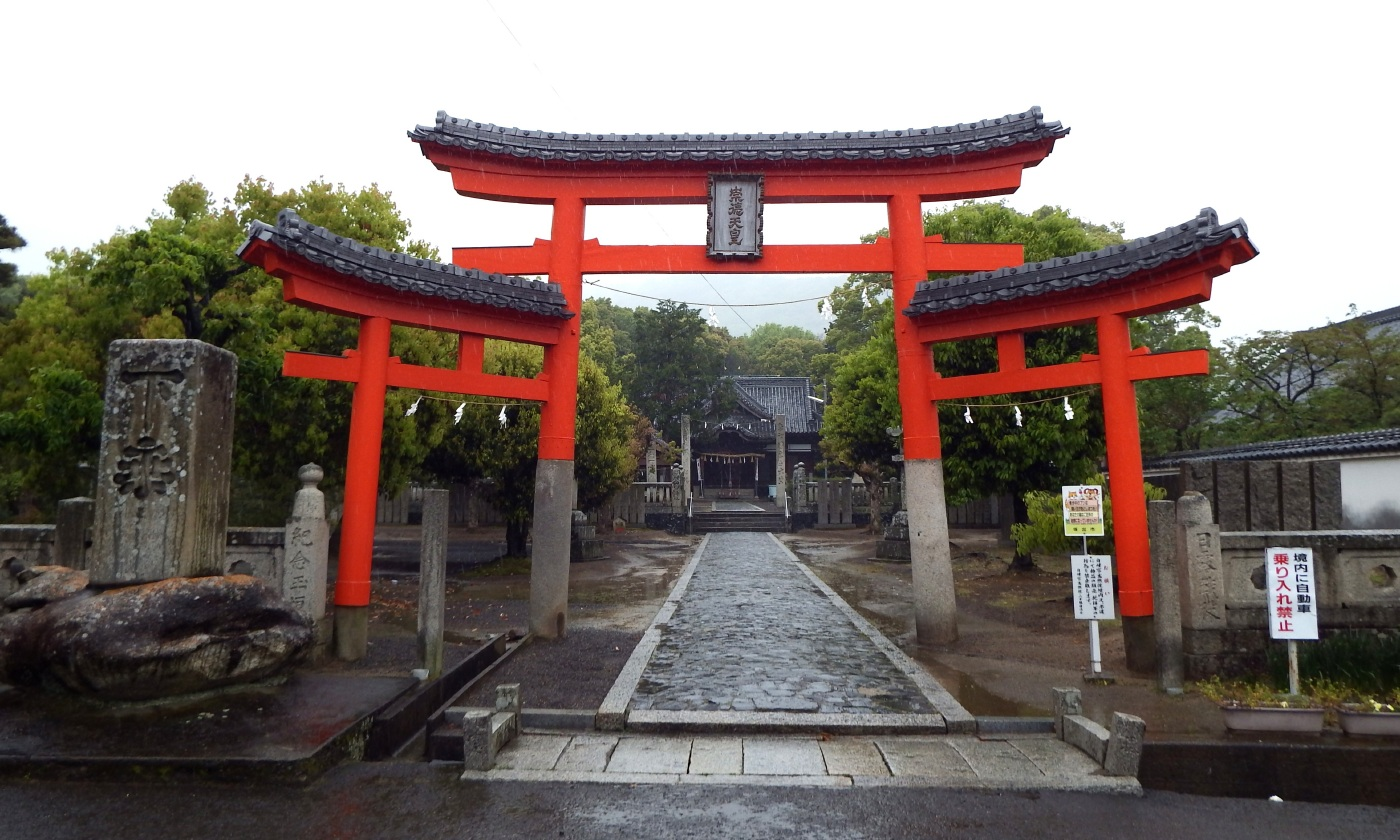
Dreifachtorii
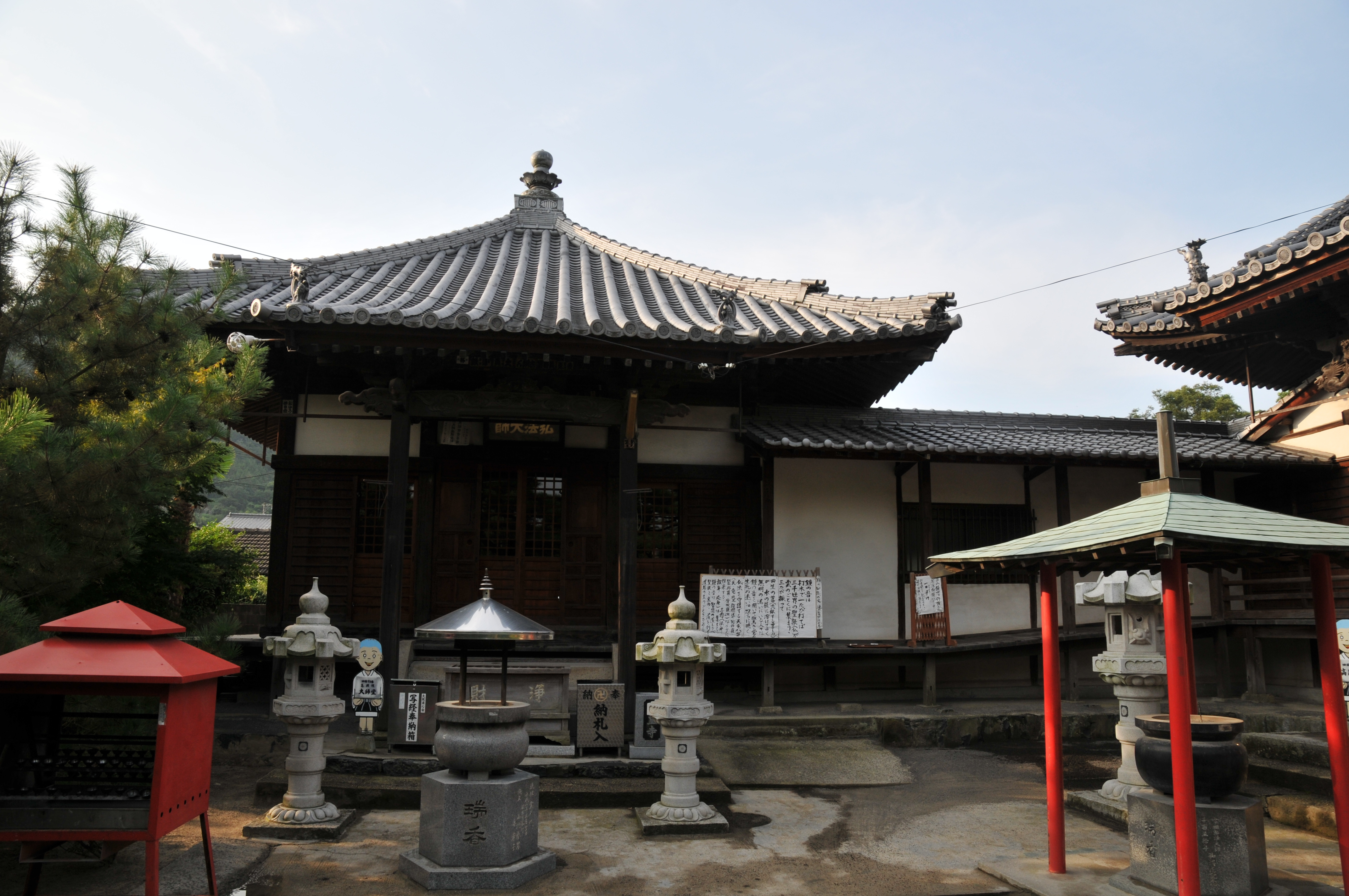
Daishidō
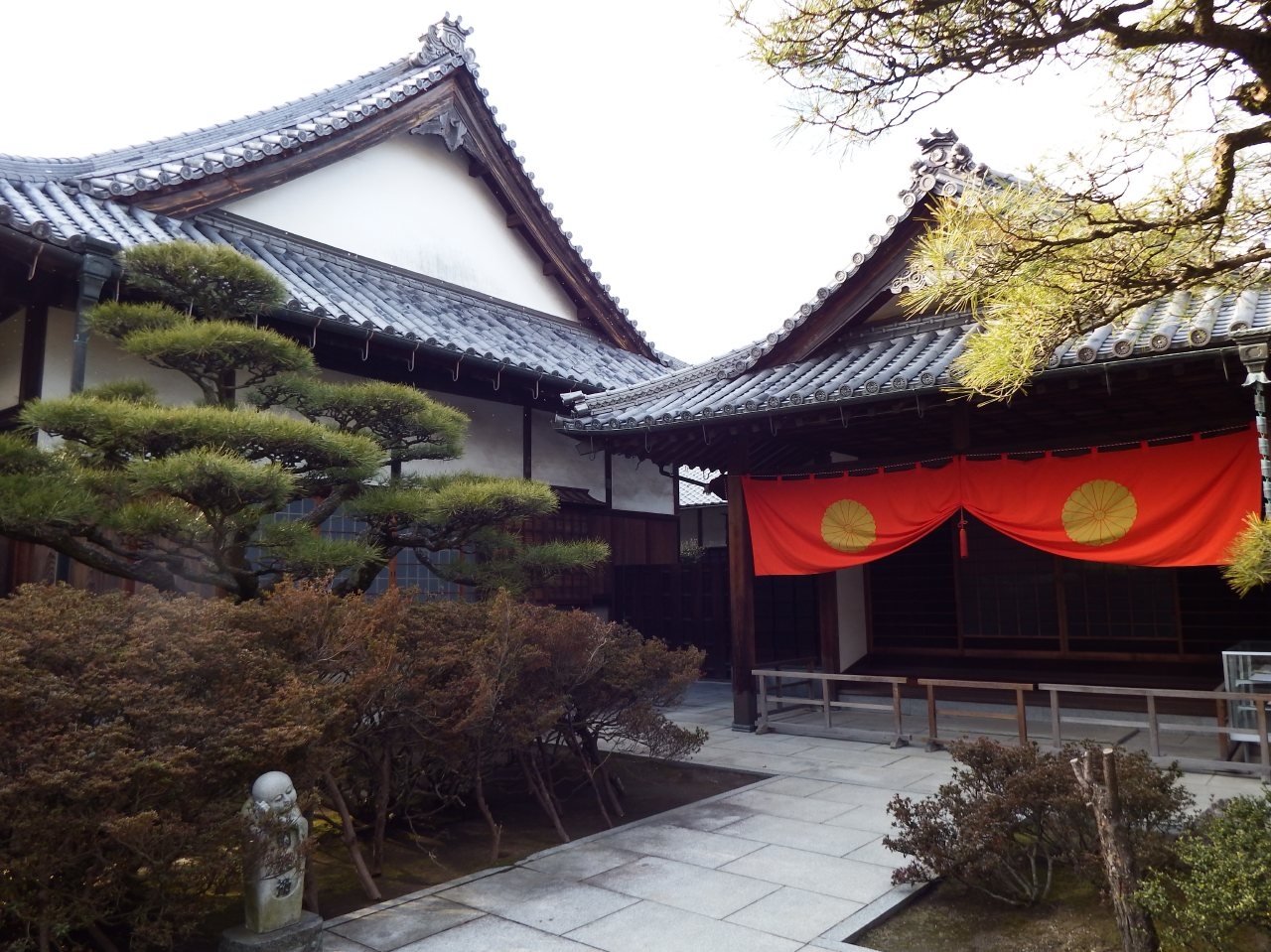
Manishuin
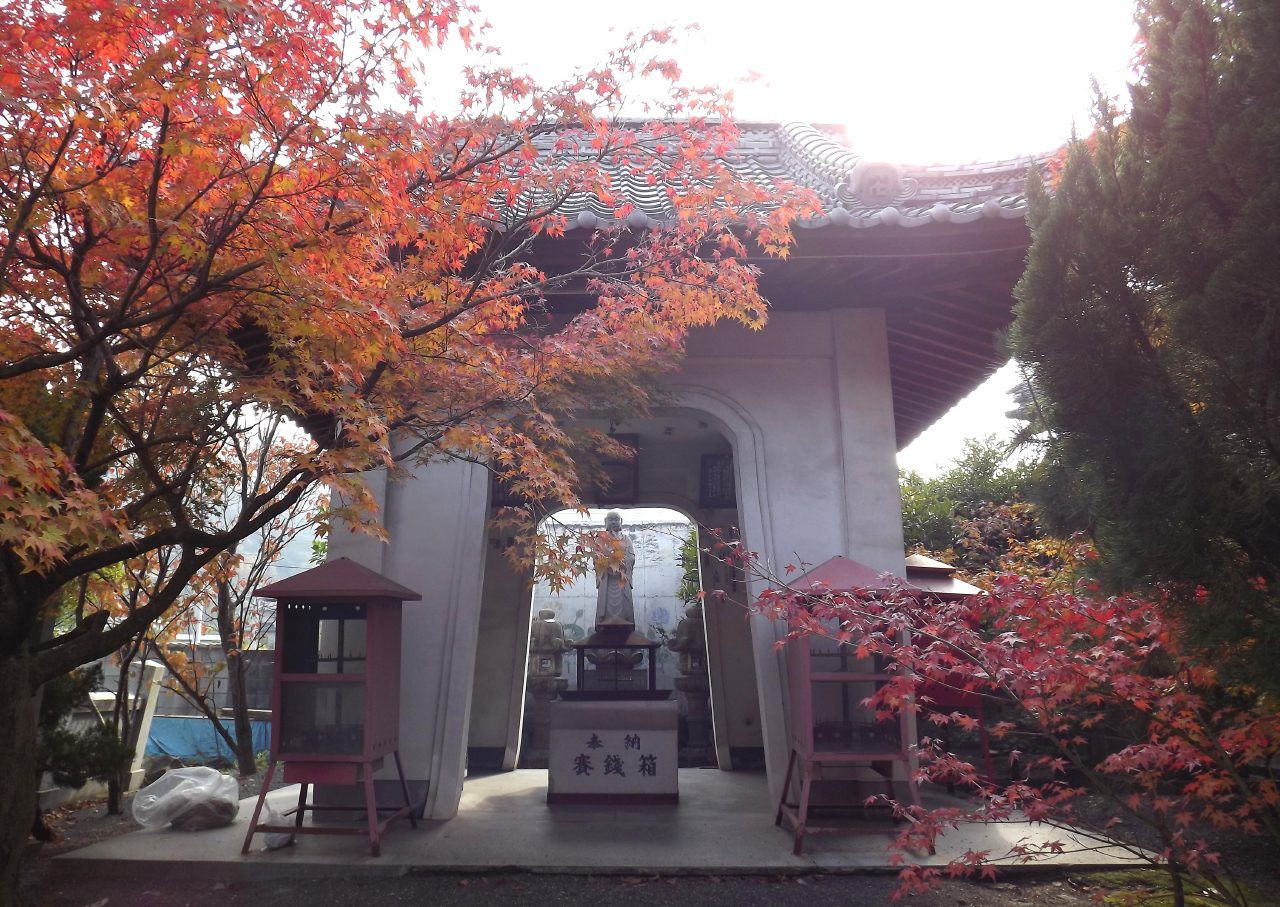
Jizōdō
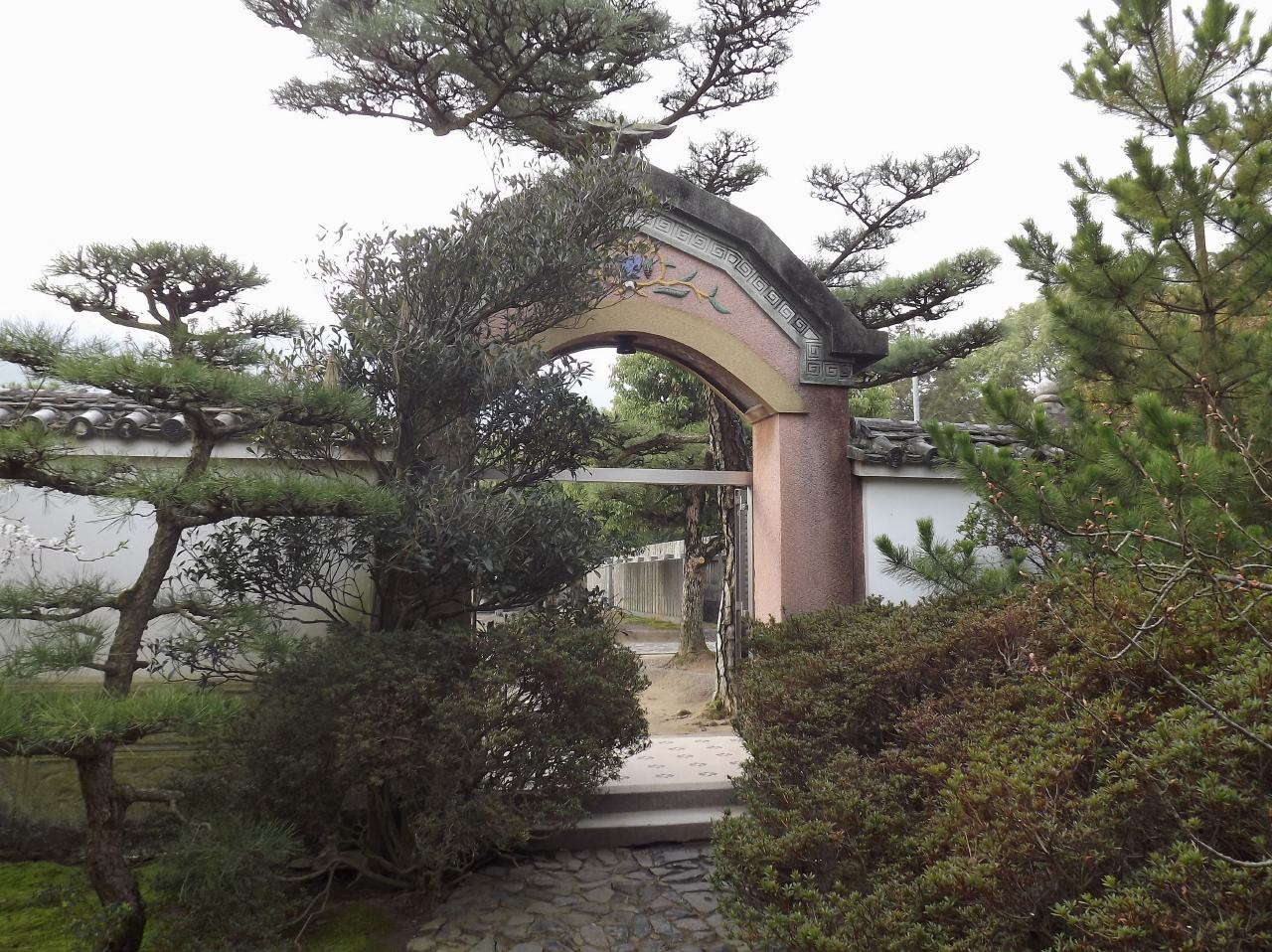
Blick vom Klosterbereich zum Tempelbereich